# The Pilot
The Pilot, The One Where it All Began o The One Where Monica Gets a Roommate es el primer episodio de la sitcom estadounidense Friends estrenado en la cadena National Broadcasting Company (NBC) el 22 de septiembre de 1994 en Estados Unidos. Fue escrito por los creadores de la serie David Crane y Marta Kauffman, y dirigido por James Burrows. El episodio presenta seis amigos que viven en la Ciudad de Nueva York; Monica (Courteney Cox) duerme con un vendedor de vino después de su primera cita pero se molesta cuando descubre que la engaño sobre que no había dormido con nadie más desde su divorcio, su hermano Ross (David Schwimmer) está deprimido ya que su exesposa lesbiana se va a vivir con su pareja, la vieja amiga de Monica, Rachel se muda con ella después de haber huido de su boda, mientras que, Joey (Matt LeBlanc), Chandler (Matthew Perry) y Phoebe (Lisa Kudrow) los aconsejan para resolver sus problemas.
Crane y Kauffman dieron la idea original a la cadena NBC en diciembre de 1993, a la cual le gustó y pidió un guion completo, fue presentado en marzo de 1994. Antes de que el guion fuera terminado, las audiciones ya habían empezado; 75 actores fueron considerados por cada papel. El episodio se grabó el 4 de mayo de 1994 en Warner Bros. Studios en Burbank, California. Fue visto por 22 millones de personas, haciéndolo el décimo quinto programa más visto de la semana. Los críticos compararon desfavorablemente el show con Seinfeld y Ellen, notando que los tres shows muestran a amigos hablando de sus vidas. El elenco se felicitó, a pesar de que hubo cierta preocupación de que los personajes no estaban completamente desarrollados.

## Trama
A Monica (Courteney Cox) la molestan Joey (Matt LeBlanc) y Chandler (Matthew Perry) en Central Perk sobre una cita que tendrá más tarde. Su hermano Ross (David Schwimmer) está molesto ya que su exesposa lesbiana se mudó con su novia. Mientras el grupo platica, una vieja amiga de Monica, Rachel Green (Jennifer Aniston), entra a Central Perk usando un vestido de novia. Rachel les explica que dejó a su prometido en el altar, y no conocía a nadie más que le pudiera ayudar en Nueva York. En el apartamento de Monica, Rachel le dice por teléfono a su padre que no necesita su ayuda, y se quedará con Monica. En el apartamento de Ross, Chandler y Joey lo animan para empezar a salir con mujeres otra vez. En la cena con Paul, Monica se entera de que él no ha tenido relaciones sexuales desde su divorcio.
La mañana siguiente, Chandler y Joey convencen a Rachel de conseguir trabajo. Paul se va después de haber pasado la noche con Monica. En Central Perk, Joey y Chandler se burlan de Monica ya que le creyó a Paul cuando le dijo que no había tenido relaciones sexuales, lo cual era una trampa para acostarse con ella. Rachel les dice que falló en 12 entrevistas de trabajo, pero está feliz con las botas que se compró con el dinero de su padre. El grupo le dice que para ser independiente debe de dejar de usar la tarjeta de crédito de su papá. Phoebe (Lisa Kudrow) trata de hallar una semejanza entre el problema de Rachel y el suicidio de su madre. Rachel rompe todas sus tarjetas y el grupo le celebra. Esa noche, Ross le dice a Rachel que estuvo enamorado de ella en secundaria. Rachel le dice que ya lo sabía, y acepta en salir con él alguna vez, sin definir bien cuándo. En la escena final, Rachel les ofrece una taza de café a todos en Central Perk, así evidenciando que encontró un empleo como mesera.

## Producción

### Concepción
Los creadores David Crane y Marta Kauffman eran conocidos en la industria de la televisión por su trabajo en Dream On. En noviembre empezaron a desarrollar tres nuevos pilotos para televisión, para Warner Bros. los cuales saldrían en 1994 después de que su sitcom Family Album fuera cancelado por CBS en 1993. Como Dream On les había dado fama en Hollywood, decidieron darle una de sus ideas a NBC; Insomnia Cafe, sobre seis amigos que viven y trabajan en la Ciudad de Nueva York, la cual fue aceptada en diciembre de 1993.
Para obtener una idea de como su personajes se comportarían, Kauffman entrevistó a las niñeras de 20 años de sus hijos. Ella y Crane escribieron el guion en tres días. James Burrows, conocido por dirigir Cheers, fue contratado para dirigir el episodio. Le gustó el guion, y preguntó por Joey, quien fue originalmente hecho parecido a Chandler, pero "un poco más tonto". El guion se terminó a principios de marzo de 1994, aunque ya se habían mandado los borradores del guion a agencias en Los Ángeles, Nueva York y Chicago.

### Audiciones
1,000 actores fueron seleccionados para cada papel, pero solo 75 fueron elegidos para audicionar frente al director. Aquellos que recibieron otra llamada audicionaron en frente de Crane, Kauffman y su compañero Kevin S. Bright. A finales de marzo, los actores se habían reducido a tres o cuatro por cada papel; los cuales se presentaron frente a Les Moonves, presidente de Warner Bros. Television. David Schwimmer fue el primero en ser elegido. Él estaba en Chicago haciendo una adaptación de The Master and Margarita cuando su agente le informó sobre el papel. No estaba interesado de aparecer en televisión después de una mala experiencia en su aparición en Monty, pero cambió de idea cuando leyó el guion. Crane y Kauffman escribieron el papel de Ross con Schwimmer en mente. Eric McCormack, famoso por su papel en el sitcom Will & Grace, también audicionó para el papel varias veces pero no lo logró.

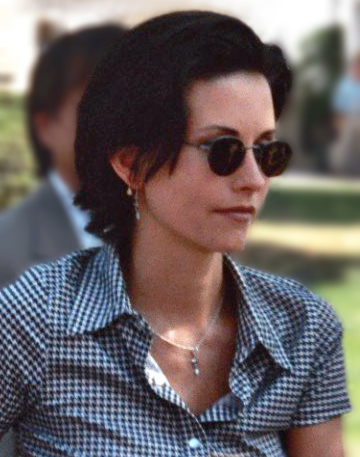
Courteney Cox era la más conocida del elenco.

Courteney Cox era la más conocida entre los seis actores, al principio la consideraron para el papel de Rachel. Pero los productores pensaron que encajaba mejor en el papel de Monica. Jennifer Aniston audicionó para el papel de Rachel después de considerarla para interpretar a Monica. Su compromiso con la serie Muddling Through pusieron en duda su participación en Friends; Muddling Through no se estrenó por CBS hasta la mitad de 1994, después de que NBC aprobara Friends. Si Muddling Throughse se hubiera convertido en un éxito, el papel de Rachel tendría que haber sido interpretado por otra actriz, ya que el productor de Muddling Through no permitiría a Aniston romper su contrato. Llegaron a un acuerdo y después de tres días, Aniston obtuvo el papel. Crane y Kauffman querían que Joey fuera "un tipo genial" que amara "a las mujeres, los deportes, las mujeres, Nueva York, y las mujeres". Como el personaje de Joey no estaba del todo desarrollado, Matt LeBlanc usó su experiencia actuando como "un tipo Italiano, de carácter tierno" como en Vinny and Bobby. Tuvo al menos ocho audiciones para obtener el papel, en la última audicionó con Aniston y Cox. Vince Vaughn también audicionó para el papel.
Chandler y Phoebe originalmente habían sido considerados para ser personajes secundarios que solo estuvieran allí para proporcionar humor a la serie; Matthew Perry describió a Chandler como "un observador de la vida de los demás". Fueron incluidos en los personajes principales cuando las audiciones terminaron. Crane creyó que Chandler, un "tipo sarcástico y gracioso", sería el más fácil de encontrar, pero resultó más difícil de lo que esperaba. Perry ya había trabajado con Kauffman y Crane en un episodio de Dream On, y pidió una audición cuando se sintió identificado con el personaje. Fue rechazado debido a su participación en LAX 2194. Después de que los productores de Friends vieran LAX 2194, quedó claro que no aceptarían el piloto para hacer una serie. Audicionó para el papel cerca del final del periodo de audiciones y lo consiguió en una semana. Antes de que Perry fuera elegido, Craig Bierko fue la primera opción para el papel. Jon Cryer también audicionó mientras hacia una obra en Londres. Pero su cinta de audición llegó tarde a Warner Bros. para ser considerado a tiempo.
Muchas de las actrices que audicionaron para el papel de Phoebe usaron "zapatos rotos y ropa extraña". Lisa Kudrow obtuvo el papel ya que a los productores les gustó su interpretación de Ursula, en Mad About You. Fue la segunda en conseguir el papel, casi un mes después que Schwimmer. Muchas de las interpretaciones de los actores entrevistados por Moonves eran muy "sobreactuadas"; Crane describió a los seis actores del elenco como los únicos que "encajaban" en sus personajes. Los seis actores se conocieron por primera vez el 28 de abril de 1994. John Allen Nelson y Clea Lewis fueron las estrellas invitadas interpretando a Paul y Franny, la cita y compañera de trabajo de Monica respectivamente.

### Filmación

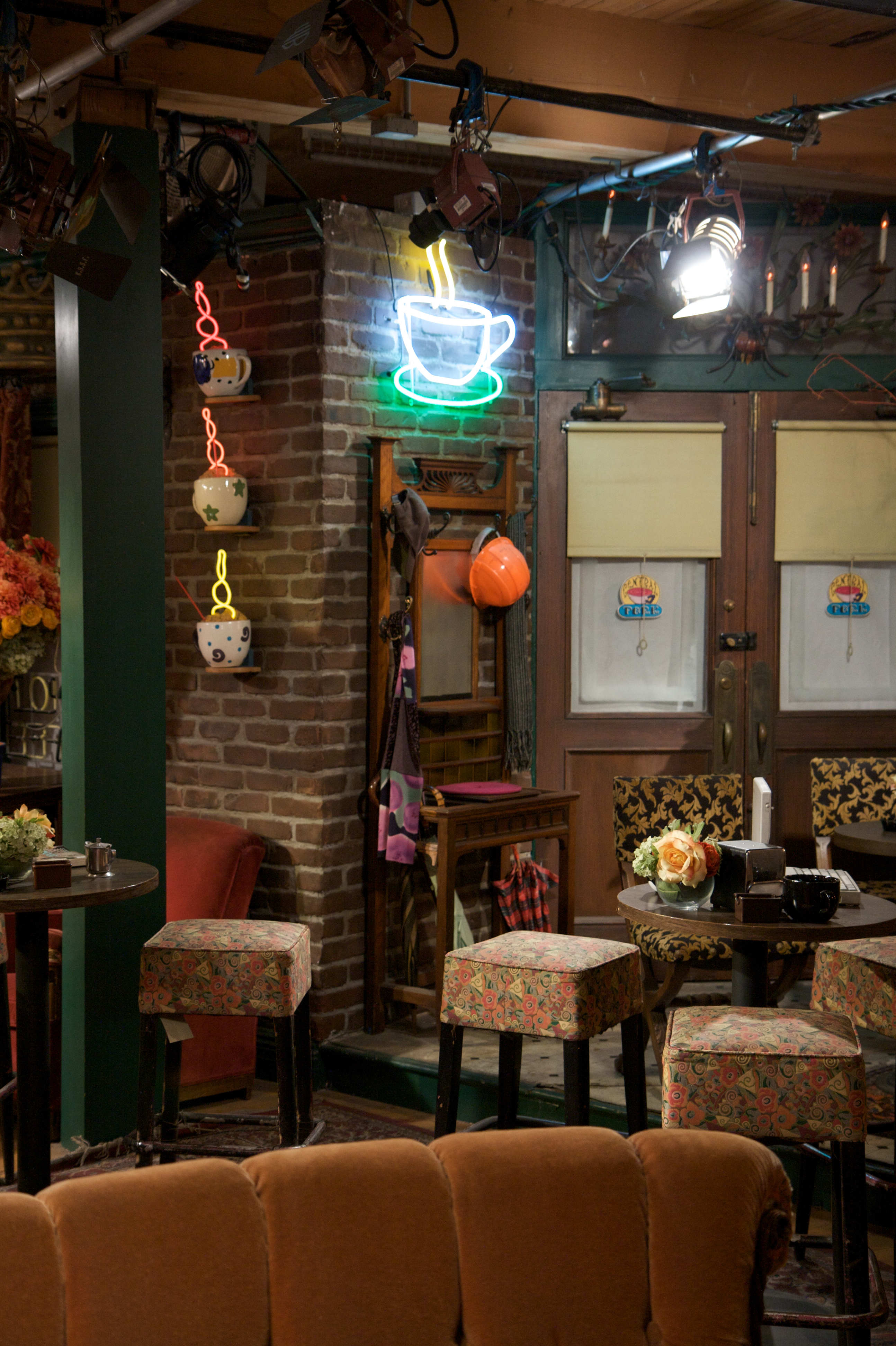
El set de Central Perk, donde muchas escenas del episodio fueron filmadas.

Un ensayo se llevó a cabo el 2 de mayo, dos días antes de la grabación. Ejecutivos de NBC vieron el ensayo y muchos se preocuparon de que Monica no quisiera tanto a Paul como para dormir con él en su primera cita. El presidente de la cadena Don Ohlmeyer creyó que la audiencia la vería como "una zorra". Crane, Kauffman y los ejecutivos de Warner Bros. no estuvieron de acuerdo, y convencieron a las demás personas en el ensayo que los apoyaron. A pesar de esto, tenían que tomar la opinión de NBC en cuenta, volvieron a escribir el guion de Monica para mostrar su interés por Paul. La cadena también quería eliminar una escena en la que supuestamente Paul tenía una erección, ya que violaba las normas de la cadena. Crane y Kauffman volvieron a escribir la escena y prefirieron la nueva versión, ya que hacia la escena más "elegante y sutil". Intentaron proteger más partes del guion, algunas más importantes que otras; NBC quería que dos de las tres tramas del episodio fueran reducidas a subtramas, pero los escritores pensarón que las tres historias debían de ser iguales. El guion se terminó el 3 de mayo.
El episodio se grabó el 4 de mayo en Warner Bros. Studios en Burbank, California. Un total de ocho horas de material fue filmado (2 horas por cada una de las 4 cámaras), el cual fue editado hasta llegar a los 22 minutos bajo la supervisión de Bright. Bright lo presentó el 10 de mayo, 72 horas antes de que la programación de otoño fuera anunciada. El 12 de mayo NBC presentó el episodio a cierto grupo de personas, quienes dieron buenas críticas pero diferentes reacciones. La cadena anunció la programación de otoño el 13 de mayo y ordenó 12 episodios más de Friends para su primera temporada. Crane y Kauffman inmediatamente recibieron llamadas de agentes quienes querían que sus clientes estuvieran en la serie.

## Recepción
El episodio se estrenó en NBC el 22 de septiembre de 1994 en el horario de 8:30-9:00 p. m. Fue el décimo quinto programa más visto de la semana, con un Nielsen rating de 14.7/23 (cada punto representa 954,000 hogares) y cerca de 22 millones de espectadores.

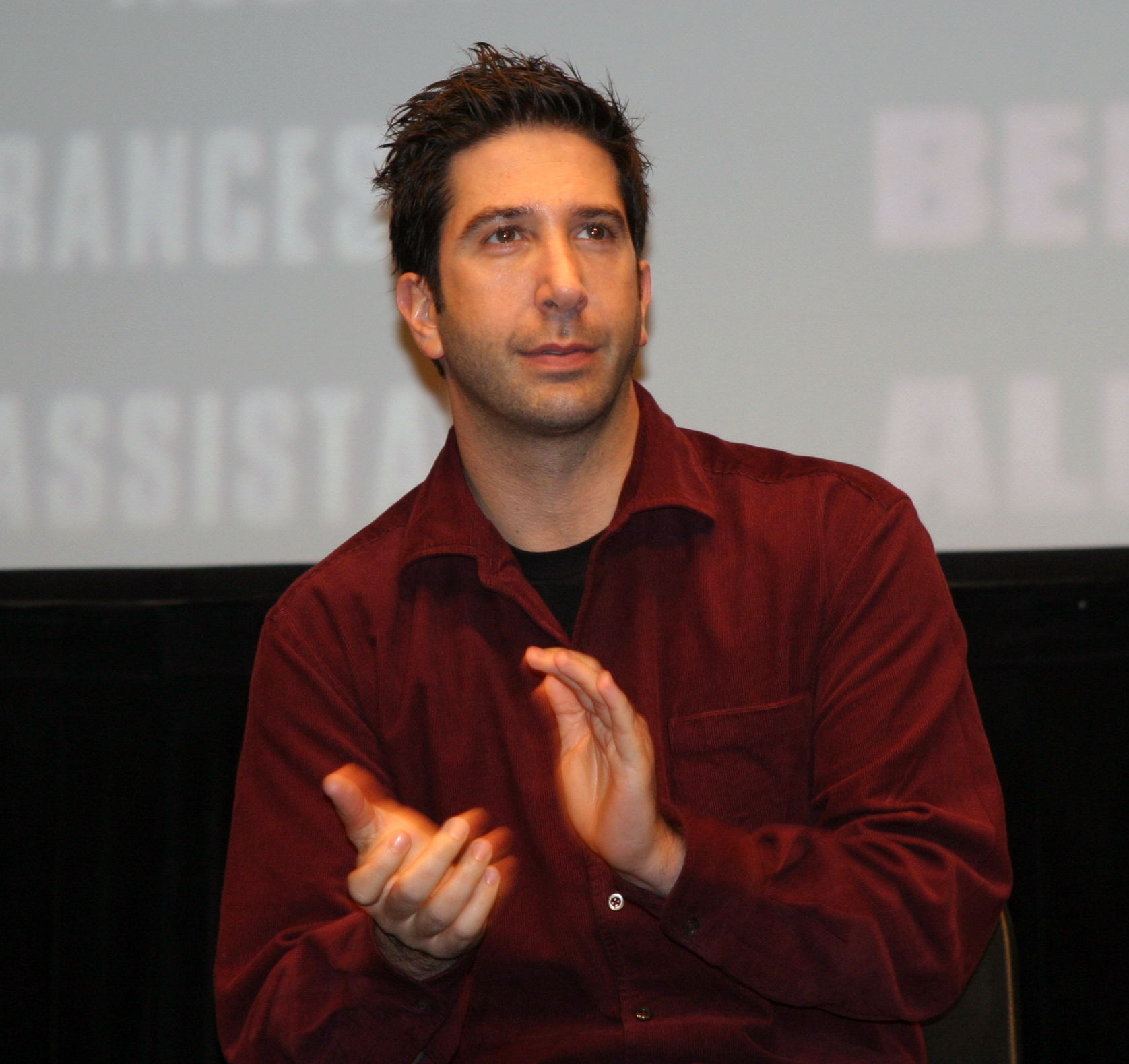
David Schwimmer fue alabado por su interpretación de Ross Geller.

Los críticos compararon el show con Seinfeld y Ellen; Tom Feran de The Plain Dealer escribió "vagamente y menos exitoso que el estilo único de Seinfeld", y Ann Hodges de Houston Chronicle dijo: "el nuevo aspirante a Seinfeld, pero nunca será tan gracioso. Incluso con el Sienfeld de ahora, el cual no es tan divertido como solía ser". Hodges criticó el "círculo social extremadamente aburrido" el cual te hace llegar "al punto de hacerte doler la cabeza". Robert Bianco de The Pittsburgh Post-Gazette escribió que las "constantes bromas fueron haciéndose aburridas, como realmente pasaría en la vida real", y cuestionó por qué los seis personajes tienen tanto tiempo libre para hablar de sus vidas. En Los Angeles Daily News, Ray Richmond, quien vio los siguientes dos episodios, describió al elenco como "jóvenes simpáticos" con "buena química". Añadió que, aunque Friends era "una de las mejores comedias del momento", el piloto era "muy débil". Diane Holloway de Austin American-Statesman cuestionó a Friends diciendo que era una "comedia sofisticada", pero, "¿que tiene de sofisticado que un hombre sueñe que su pene es un teléfono?" Llamó a la escena donde Monica descubre la mentira de Paul la parte menos divertida del episodio, admitiendo que el episodio tuvo momentos divertidos. Robert P. Laurence de The San Diego Union-Tribune escribió que "muchas cosas pasan, pero sigues teniendo el presentimiento de que has visto Friends toda tu vida", llamándolo "Seinfeld por dos, o Ellen por cinco". Ginny Holbert de Chicago Sun-Times, calificó el episodio con tres estrellas, diciendo "Una serie inteligente […] con un grupo de actores que son un poco más graciosos y un poco más apuestos que tus amigos" pero diciendo que los personajes de Joey y Rachel no estaban desarrollados.
The Los Angeles Times lo llamó "por mucho la mejor comedia del momento". Tony Scott de Variety dijo que la serie tenía la oportunidad de ser la mejor; le gustó la trama pero estaba preocupado de que los diálogos de los escritores de Dream On debieron de ser "mejores". Scott también se preocupó que la trama de Monica dará un mal ejemplo a los espectadores más jóvenes. Comentó que Cox y Schwimmer fueron los mejores actores del elenco. A Robert Bianco le fascinó la actuación de Schwimmer, llamándolo "fantástico". También elogió a las protagonistas, pero diciendo que el personaje de Perry, Chandler, estaba "indefinido". Entertainment Weekly calificó al episodio con una B+ diciendo "después de 22 minutos, estas seis personas te hacen creer que son amigos de toda la vida". El diálogo de Ross, "Do the words 'Billy, Don't Be a Hero' mean anything to you?" ("¿Las palabras 'Billy, no seas un héroe' significan algo para ti?") es la mejor frase del episodio. Los autores de Friends Like Us: The Unofficial Guide to Friends lo llamó una "buena y sólida manera de empezar la serie" pero "el elenco (particularmente Perry y Schwimmer) lo está intentando demasiado". Schwimmer dijo disfrutar el humor físico que implica a Ross, especialmente la escena donde saluda a Rachel y abre el paraguas. Obtuvo el grado de "Magnífico" (en inglés, Superb) en TV.com, con 9,0 sobre 10 de calificación (de 647 votos).
El episodio fue sindicalizado por primera vez el 21 de septiembre de 1998. Varias escenas eliminadas fueron restauradas al episodio, las cuales lo llevaron tener 37 minutos de duración. Tuvo 5.8/10 en Nielsen rating, de un promedio de 40 estaciones. Convirtiendo a Friends en el tercer sitcom sindicalizado con mayor audiencia en ese momento, solo por detrás de Home Improvement y Seinfeld.